# Liste der Resolutionen des UN-Sicherheitsrates (1963)
Diese Liste der Resolutionen des UN-Sicherheitsrates nennt die acht vom Sicherheitsrat der Vereinten Nationen im Jahr 1963 verabschiedeten Resolutionen.
| Nummer | Beschluss vom | Gegenstand                                                                          | Mission |
| ------ | ------------- | ----------------------------------------------------------------------------------- | ------- |
| 178    | 24. April     | Beschwerde Senegals gegenüber Portugal                                              |         |
| 179    | 11. Juni      | Report des Generalsekretärs über die Entwicklung des nordjemenitischen Bürgerkriegs |         |
| 180    | 31. Juli      | Anfrage bezüglich der Gebiete unter der Kontrolle Portugals                         |         |
| 181    | 7. August     | Anfrage bezüglich der Apartheidpolitik in Südafrika                                 |         |
| 182    | 4. Dezember   | Anfrage bezüglich der Apartheidpolitik in Südafrika                                 |         |
| 183    | 11. Dezember  | Anfrage bezüglich der Gebiete unter der Kontrolle Portugals                         |         |
| 184    | 16. Dezember  | Aufnahme Sansibars als neues Mitglied in die Vereinten Nationen                     |         |
| 185    | 16. Dezember  | Aufnahme Kenias als neues Mitglied in die Vereinten Nationen                        |         |